# AppCode
AppCode — интегрированная среда разработки для разработки на языках программирования Objective-C, Swift, C и C++, разработанная компанией JetBrains. AppCode создана на платформе IntelliJ IDEA для разработки приложений для macOS, iOS и iPadOS.

## История
Первая версия появилась в 2011 году. 31 декабря 2023 года прекратилась поддержка и выход новых версий приложения.

## Основные функции
- Рефакторинг
- Модульное тестирование
- Контроль версий
- Поддержка стороних ПО, таких как CocoaPods, Reveal, SwiftLint и Swiftify.[3]

## Разработка сайтов
AppCode поддерживает разработку на HTML и остальных языков в этой категории, таких как JavaScript, XML, CSS и XPath.